# Zarządzanie danymi podstawowymi
Zarządzanie danymi podstawowymi (ang. master data management, MDM) – termin określający rozwiązania informatyczne, standardy i działania podejmowane przez przedsiębiorstwa w celu zapewnienia wysokiej jakości, wiarygodności, aktualności i dostępności najważniejszych danych podstawowych, wykorzystywanych w różnych procesach biznesowych, przez różne jednostki organizacyjne oraz systemy komputerowe w ramach jednostki.
Technologie informatyczne mogą wspierać zarządzanie w zakresie odnajdywania i kasowania duplikatów, standaryzacji, automatycznego i masowego stosowania reguł walidacji.
Master Data Management dzieli się na:
- Analityczny MDM — podstawa zarządzania danymi w przedsiębiorstwie, niewpływająca bezpośrednio na systemy operacyjne, gdzie wykorzystuje się dane. Analityczny MDM stanowią rozwiązania informatyczne, których celem jest zarządzanie danymi podstawowymi w formie analitycznej. Zapewniają najwyższą jakość danych podstawowych, umożliwiając ponadto użytkownikowi biznesowemu zidentyfikowanie problemów z analizą danych, a następnie tworzenia reguł i procesów korygujących. Analityczny MDM nie daje jeszcze pełnych możliwości zapobiegania problemom u źródła — w miejscach powstawania danych. Częściowo będzie to jednak możliwe, tam gdzie analiza jakości danych umożliwi diagnozę przyczyn i łatwe ich usunięcie.

- Operacyjny MDM — rozwiązania MDM, których celem jest zarządzanie operacyjnymi danymi podstawowymi, wykorzystywanymi przez aplikacje transakcyjne. Opierają się w dużym stopniu na technologiach integracyjnych. W wyniku działania operacyjnego MDM, konieczność zastosowania dodatkowych mechanizmów analitycznego MDM zostaje wyeliminowana lub bardzo znacząco ograniczona, co przekłada się uproszczenie warstw analitycznych, takich jak Hurtownia Danych, czy Business Intelligence[1].